# Jan Elburg
Joannes Gommert Elburg, né à Wemeldinge le 30 novembre 1919 et mort à Amsterdam le 13 août 1992, également connu sous le nom de Jan G. Elburg, était un poète néerlandais qui faisait partie du mouvement littéraire des Vijftigers.

## Prix
- 1948 - Jan Campert-prijs pour Klein t(er)reurspel
- 1959 - Poëzieprijs van de gemeente Amsterdam pour Hebben en zijn
- 1970 - Feniksprijs pour l'ensemble de son œuvre
- 1976 - Prix Constantijn-Huygens pour l'ensemble de son œuvre